# Green Bank (brzeg)
Green Bank – stromy brzeg (bank) w kanadyjskiej prowincji Nowa Szkocja, w hrabstwie Guysborough (44°59′03″N, 61°56′43″W), na wyspie Liscomb Island; nazwa urzędowo zatwierdzona 19 maja 1976.